# Кульбакинский сельсовет
Кульбакинский сельсовет — сельское поселение в Глушковском районе Курской области Российской Федерации.
Административный центр — село Кульбаки.

## История
Статус и границы сельского поселения установлены Законом Курской области от 21 октября 2004 года № 48-ЗКО «О муниципальных образованиях Курской области».

## Население
| 2002  | 2010  | 2012  | 2013  | 2014  | 2015  | 2016  |
| ----- | ----- | ----- | ----- | ----- | ----- | ----- |
| 1822  | ↗2067 | ↘1975 | ↘1925 | ↘1917 | ↘1879 | ↘1863 |
| 2017  | 2018  | 2019  | 2020  | 2021  |       |       |
| ↘1861 | ↘1852 | ↘1817 | ↗1826 | ↗1943 |       |       |

## Состав сельского поселения
| № | Населённый пункт | Тип населённого пункта          | Население |
| - | ---------------- | ------------------------------- | --------- |
| 1 | 1-я Мужица       | деревня                         | ↘124      |
| 2 | 2-я Мужица       | деревня                         | ↘141      |
| 3 | Глушково         | посёлок железнодорожной станции | ↘235      |
| 4 | Елизаветовка     | деревня                         | ↘261      |
| 5 | Кульбаки         | село, административный центр    | ↘766      |
| 6 | Новоивановка     | посёлок                         | ↘209      |
| 7 | Политотдельский  | посёлок                         | ↘209      |
| 8 | Сергеевка        | село                            | ↘119      |
| 9 | Синяк            | посёлок                         | ↘3        |